# تشانس سانفورد
تشانس سانفورد (بالإنجليزية: Chance Sanford)‏ هو لاعب كرة قاعدة أمريكي، ولد في 2 يونيو 1972 في هيوستن في الولايات المتحدة.

## وصلات خارجية
- تشانس سانفورد على موقعبيزبول رفرنس.كوم (الدوري الرئيسي) (الإنجليزية)
- تشانس سانفورد على موقعبيزبول رفرنس.كوم (الدوري الثانوي) (الإنجليزية)
- تشانس سانفورد على موقع مشجعي الرسوم البيانية (الإنجليزية)